# Papuaadler
Der Papuaadler (Harpyopsis novaeguineae) ist eine auf Neuguinea endemische Greifvogelart. Er wird auch Neuguinea-Würgadler, Kapul-Adler oder Harpyienadler genannt und ist im letzteren Falle nicht mit der relativ nahe verwandten, in Lateinamerika lebenden Harpyie (Harpia harpyja) zu verwechseln. Es handelt sich um einen großen Vogel, der mit Ausnahme der höchsten Regionen der Hochgebirge auf der gesamten Insel vorkommt. Die Art ist monotypisch.

## Aussehen
Der Adler ist in allen Gefiedern braun bis graubraun gefärbt, der Kopf ist etwas heller. Auffallend ist eine aufrichtbare, braun-weiß gesprenkelte Federhaube. Der mächtige Schnabel ist schwarz. Hals und Brust sind auf hellem Grund graubraun gestreift, der Bauch und die Schwanzunterseite sind sehr hell, beinahe weiß. Die Irisfarbe wechselt wahrscheinlich mit dem Alter von Braun über Gelb nach Rot. Auffallend sind weiter die relativ langen gelben Beine mit den starken schwarzen Krallen. Im Flug wirkt der Adler sehr hell, die äußeren Deckfedern der Arm- und Handschwingen sowie die Spitzen der Arm- und Handschwingen sind dunkelgrau bis schwarz. Die verhältnismäßig kurzen, aber breiten Flügel und der lange Schwanz ermöglichen dem Papuaadler ein behändes Manövrieren in seinem Lebensraum.
Der reverse Geschlechtsdimorphismus ist in Bezug auf Größe und Masse sehr deutlich (Männchen erreichen nur etwa 64 % der Masse eines Weibchens), in der Färbung unterscheiden sich die Geschlechter kaum.
In seinem Verbreitungsgebiet ist die Art mit keinem anderen Greifvogel zu verwechseln.
Die Körperlänge (von Schnabelspitze zur Schwanzspitze) liegt zwischen 72 Zentimetern und 90 Zentimetern, die Spannweite sehr großer Weibchen kann 160 Zentimeter erreichen.

## Stimme
Die weit tragenden Rufe dieses Adlers sind ebenso eindrucksvoll wie ungewöhnlich. Sie bilden eine Folge tiefer uumph, gelegentlich auch ookh- Laute. Paare verständigen sich mit diesen Rufen über große Distanzen.

## Lebensraum und Verbreitung
Der Lebensraum des Papuadlers sind unzugängliche ursprüngliche Waldgebiete Neuguineas. Er kommt von den Mangroven- und Galeriewäldern in Küstennähe bis in Bergregenwäldern von 2000 Metern über NN vor. Gelegentlich wird er auch in Höhen über 3500 Metern angetroffen.

## Nahrung und Nahrungserwerb
Er ernährt sich vorrangig von Säugetieren wie kleinen Beuteltieren und Nagetieren. Daneben gehören auch Schlangen und Reptilien sowie Haustiere der Bevölkerung wie Schweine und Hunde zu seiner Beute. 
Die Beutetiere werden sowohl im Geäst der Bäume als auch am Boden geschlagen. Oft werden baumbewohnende Säugetiere, zum Beispiel Kletterbeutler von den Ästen gefegt und erst am Boden getötet. Möglicherweise kommt der Federhaube eine Funktion bei der akustischen Ortung der Beute zu.

## Brutbiologie
Über die Brutbiologie der Art ist sehr wenig bekannt. Auch die Art der Paarbindung ist unbekannt.
Die Art brütet zwischen Ende April bis November vor allem auf den über das Kronendach ragenden „Urwaldriesen“, wahrscheinlich aber nicht jedes Jahr. In einem über mehrere Jahre hindurch benutzten Nest wird nur ein Junges groß gezogen. 

## Bestand
Aufgrund der Bedrohungen durch die Bejagung (seine Federn werden als Schmuck verwendet) und den Lebensraumverlust listet die IUCN die Art als gefährdet (vulnerable). Über die Populationsgröße lassen sich jedoch keine genauen Angaben machen, möglicherweise leben in den unzugänglichen Wäldern seiner Heimat mehr Tiere als angenommen. 